# Don Juan (Hoffmann)
Don Juan (niem.ː Don Juan) – opowiadanie fantastyczne E.T.A. Hoffmanna z 1813 roku.

## Okoliczności powstania utworu
Opowiadanie zostało napisane w Bambergu we wrześniu 1812 roku kilka dni po zerwaniu z Julią Mark, w której pisarz był zakochany bez wzajemności. Utwór został opublikowany 31 marca 1813 roku w Allgemeinen musikalischen Zeitung w Lipsku. Rok później ukazał się w tomie Obrazki fantastyczne w stylu Callota.

## Treść
"Podróżujący entuzjasta" spędza noc w hotelu w Bambergu, kiedy budzą go dźwięki muzyki. Obsługa hotelowa wyjaśnia mu, że w tym samym budynku mieści się teatr, w którym dzisiejszego wieczora dają Don Giovanniego Mozarta. Otrzymawszy lożę dla specjalnych gości podróżny z zapartym tchem śledzi postępy sztuki, zaopatrując ją w swój komentarz.
Podczas antraktu narrator ma wrażenie, że w loży odwiedza go wykonawczyni roli Doñi Anny. Śpiewaczka uskarża się na bezduszność świata i apeluje do wrażliwości swego rozmówcyː Ale ty, ty mnie rozumiesz, bo ja wiem, że przed tobą otwarte jest owo królestwo cudowne, ów świat romantyczny, gdzie dzwonią czarodziejskie harmonie.
Po zakończeniu przedstawienia narrator udaje się z loży do swego numeru, by przelać swoje wrażenia na papier, w liście do przyjaciela. W jego interpretacji Don Juan to osobowość demoniczna, nadczłowiek powstający przeciw światu małych ludzi. Wyposażony we wszelkie przymioty ludzkiej natury, zamiast dążyć do wyższych wartości, walcząc z namiętnościami, próbuje dojść do szczęścia poprzez niebiańską rozkosz połączenia się z kobietą. Nieustannie doznający rozczarowania i stale spodziewając się, że wreszcie dosięgnie ideału szczęścia, zaczyna w końcu odczuwać coraz głębsze znużenie i pogardę dla ludzi. Jego kolejne podboje nie są już poszukiwaniem rozkoszy, ale rodzajem obelgi i wyzwania dla ludzi wiodących płaskie, mieszczańskie życie, o tyle niższe od jego horyzontów. Łamiąc szczęście kochanków odnosił tryumf nad naturą i jej Stwórcą. Pragnie przekroczyć wszelkie granice i runąć w przepaść.
Kiedy odrywa się od listu, wydaje mu się, że kurtyna się porusza. 

Bije godzina druga po północy, jakiś podmuch elektryczny ślizga się po mnie; czuję zapach perfum włoskich, które mi wczoraj kazały rozpoznać obecność mojej sąsiadki. Doznaję uczucia szczęśliwości, którą mógłbym wyrazić tylko za pomocą dźwięków harmonijnych. Wiatr mocniej szumi w sali, struny fortepianu w orkiestrze szemrzą. Boże zdaje mi się, że słyszę głos Anny, unoszony na skrzydłach jakiejś orkiestry powietrznej. Zdaje mi się, że słyszęː Non mi dir, bell'idol mio

Następnego dnia podczas obiadu narrator dowiaduje się, że śpiewaczka, wykonująca rolę doñi Anny, zasłabła podczas antraktu, a o drugiej w nocy zmarła.

## Analiza
W swoim utworze Hoffmann proponuje nową interpretację postaci Don Juana, który jest dla niego osobowością tytaniczną - podobną Faustowi. Spośród innych bohaterów opery Mozarta na pierwszy plan wysuwa doñę Annę, którą łączy jakoby ze słynnym uwodzicielem pragnienie wiecznie nie dającego się uchwycić ideału. Interpretacja ta zdobyła sporą popularność wśród poetów romantycznychː Byrona, Musseta, Lenaua.
Specjaliści od twórczości Mozarta twierdzą zgodnie, że utożsamienie operowego Don Juana z romantycznym bohaterem-buntownikiem ma mało wspólnego z muzycznym pierwowzorem. Opowiadając fabułę opery narrator, podążając za swymi ideami, wyraźnie rozmija się z librettem da Ponte. W operze nie ma na przykład śladu intymnego związku Don Juana z doñą Anną.
W okresie pisania Don Juana i Magnetyzera Hoffmann był rodziny i pozbawiony źródła dochodów z powodu wojen napoleońskich. Pisarz był zafascynowany postacią wielkiego zdobywcy, który siał wokół siebie zniszczenie. Bohaterowie obydwu opowiadań są postaciami charyzmatycznymi obdarzonymi władzą nad innymi. Wydają się żywić energię życiową ludzi, którzy ich otaczają, i którzy mieli nieszczęście zainteresować ich. Zauważono, że jak magnetyzer wysysa życie z ukochanej, tak i Don Juan sprawia, że doña Anna traci wolę życia i upada na duchu. Pierwszy używa przemocy psychicznej, drugi fizycznej.